# Rally Transbahia
Rally Transbahia é um evento automobilístico de rali que ocorre no estado da Bahia.
A edição 2011 do evento terá largada dia 30 de junho em Salvador, com chegada em Porto Seguro dia 1 de julho. Terá duas pernoites, sendo a primeira em Santo Antonio de Jesus e a segunda em Ilhéus.
O evento terá divulgação em todo estado, e contará com cerca de 200 equipes.